# Topolino e lo strano potere di Flip
Topolino e lo strano potere di Flip (Mickey Mouse and Eega Beeva in 'Pflip's strange power') è una storia a fumetti della Walt Disney realizzata da Bill Walsh (testi) e Floyd Gottfredson (disegni), pubblicata in strisce giornaliere sui quotidiani statunitensi dal 27 dicembre 1948 al 5 marzo 1949.
In Italia è stata pubblicata per la prima volta sui numeri 6-7-8 di Topolino, in un periodo compreso tra il settembre e il novembre 1949.

## Trama
Flip il gangarone ricompare dopo qualche mese di assenza, giustificate dal fatto che Eta Beta lo ha tenuto nascosto perché aveva contratto la zizzosi, una malattia che lo rende in grado di far dire la verità a chiunque sia nelle sue vicinanze. Dopo una serie di gag legate al potere di Flip, Topolino e Eta Beta scoprono che qualcuno intende uccidere il gangarone. 
Dopo una serie di attentati falliti, Flip finisce in coma dopo aver inalato un gas velenoso. Eta Beta viene contattato dall'autore degli attentati (ossia Pietro Gambadilegno), il quale, fingendosi un caro amico di Topolino, invita l'uomo del 2000 nella sua elegante residenza e lo riduce in suo potere con una droga.